# Manuela Riegler
Manuela Riegler (Schwarzach im Pongau, 15 de junio de 1974) es una deportista austríaca que compitió en snowboard, especialista en las pruebas de eslalon y campo a través. Su hermana Claudia compitió en el mismo deporte.
Ganó cuatro medallas en el Campeonato Mundial de Snowboard entre los años 1996 y 2005.

## Medallero internacional
| Campeonato Mundial | Campeonato Mundial            | Campeonato Mundial | Campeonato Mundial       |
| Año                | Lugar                         | Medalla            | Prueba                   |
| ------------------ | ----------------------------- | ------------------ | ------------------------ |
| 1996               | Lienz (Austria)               | Medalla de plata   | Eslalon gigante          |
| 1997               | San Candido (Italia)          | Medalla de plata   | Campo a través           |
| 2001               | Madonna di Campiglio (Italia) | Medalla de bronce  | Eslalon gigante paralelo |
| 2005               | Whistler (Canadá)             | Medalla de oro     | Eslalon gigante paralelo |